# Сын человеческий (картина)
«Сын человеческий» (фр. Le fils de l'homme) — картина бельгийского сюрреалиста Рене Магритта, написанная в 1964 году. Является одной из наиболее известных его работ.

## Сюжет
Магритт писал эту картину как автопортрет. На ней изображен мужчина в пальто и шляпе-котелке, стоящий около парапета, за которым видно море и пасмурное небо или дым. Лицо человека практически полностью закрыто парящим перед ним зелёным яблоком. Своим названием картина, как полагают, обязана образу современного мужчины — этакого бизнесмена, строго одетого, высокоэффективного, но всё равно остающегося сыном библейского Адама и подвергающегося искушению тем же яблоком.

Сам Магритт говорил о картине следующее:
По крайней мере, она отчасти хорошо скрывает лицо, поэтому у вас есть очевидное лицо, яблоко, скрывающее видимое, но скрытое лицо человека. Это то, что происходит постоянно. Все, что мы видим, скрывает что-то другое, мы всегда хотим видеть то, что скрыто тем, что мы видим. Существует интерес к тому, что скрыто и что видимое нам не показывает. Этот интерес может принимать форму довольно интенсивного чувства, своего рода конфликта, можно сказать, между видимым, которое скрыто, и видимым, которое представлено.

## Похожие картины
«Сын человеческий» очень похож на две другие картины Магритта. «Великая война» (La grande guerre, 1964) — вариация на тему «Сын человеческий», на которой изображена только фигура от туловища и выше. «Вкус невидимого» (Le Gout de l'invisible) — картина гуашью на ту же тему.
Другая картина того же года, «Великая война на фасадах» (La Grande Guerre Façades, 1964), изображает женщину, держащую зонтик, а ее лицо закрыто цветами. Есть также «Человек в котелке», похожая картина, на которой лицо мужчины скрыто птицей, а не яблоком.

## Происхождение и экспозиция
Магритт продал картину Гарри Торчинеру в августе 1964 года. В 1998 году Кристис продал ее частному коллекционеру за 5 392 500 долларов. И Торчинер, и нынешний владелец время от времени одалживали работу музеям. В последний раз она выставлялась в Музее современного искусства Сан-Франциско в 2018 году.

## В культуре
В кинокартине «Афера Томаса Крауна» для финального ограбления музея главный герой одевается в характерные костюм и котелок.
В 1970 году Норман Роквелл создал игривую дань уважения «Сыну человеческому» в виде картины маслом размером 330 на 440 мм под названием «Мистер Эппл» , в которой голова человека заменена на яблоко, а не скрыта за ним.
Зелёное яблоко было постоянным мотивом в творчестве Магритта. Использование его в картине 1966 года Le Jeu De Morre, принадлежащей Полу Маккартни, вдохновило The Beatles назвать свою звукозаписывающую компанию Apple Corps.